# پشتون‌ها
پشتون‌هایا پختون‌ها یا افغان ها (به پشتو: پښتانه) (به اردو: پٹهان)، گروهی از مردمان ایرانی‌تبار و از اقوام افغانستان و پاکستان هستند، که عمدتاً در شمال غربی و جنوب غرب پاکستان و در شمال شرق و جنوب افغانستان سکونت دارند. آن‌ها از نظر تاریخی تا سال ۱۹۶۴ با نام افغان نیز خطاب می‌شدند، بعدتر این اصطلاح طبق قانون اساسی ۱۹۶۴  به عنوان نامی برای اتباع افغانستان تبدیل شد. آن‌ها به زبان پشتو سخن می‌گویند و بیشتر پیرو اسلام سنی، و مذهب حنفی هستند.
جمعیت پشتون‌ها در سال ۲۰۱۰ بالغ بر ۴۹٬۵۲۹٬۰۰۰ نفر بوده است و در منابع جدید تخمین زده می‌شود که بین ۶۰ الی ۷۰ میلیون نفر در سراسر جهان باشند.
پشتون‌ها بومی سرزمین‌های جنوب افغانستان و شمال‌غربی پاکستان (که به پشتونستان شناخته می‌شوند) هستند. همچنین جوامع مهم و تاریخی از پشتون‌های مهاجر در ایالت‌های پنجاب و سند پاکستان (بیشتر در شهرهای کراچی و لاهور) و در مناطق روهیله هند ایالت اوتار پرادش هند (در شهرهای بزرگ مانند بمبئی و دهلی) بود و باش دارند. در این چند دهه جمعیتی از پشتون‌ها در کشورهای پیرامون خلیج فارس (به خصوص در امارات) ایجاد شده است.
پشتون‌ها به عنوان بزرگ‌ترین گروه قومی افغانستان، ۴۲ درصد یا ۴۰ درصد یا بنا بر تقسیم‌بندی بی‌طرفانهٔ قومی سازمان ملل در کنفرانس بن سال ۲۰۰۱ نزدیک به ۳۵ درصد از جمعیت افغانستان را تشکیل می‌دهند. از زمان بنیان‌گذاری افغانستان، آن‌ها در این کشور به عنوان گروه قومی حاکم و غالب نقش داشته‌اند. ایضاً پشتون‌ها در پاکستان به عنوان دومین گروه قومی بزرگ ۱۵ تا ۱۸ درصد از کل جمعیت این کشور را تشکیل می‌دهند.
پشتون‌ها ۲۶مین گروه قومی بزرگ جهان و بزرگ‌ترین جامعهٔ قبیله‌ای جهان را تشکیل می‌دهند. حدود ۳۵۰ تا ۴۰۰ قبیله و گروه هم‌تبار پشتون وجود دارد.
احمد شاه درانی (در نظر گرفته شده به عنوان بنیان‌گذار افغانستان) و عبدالغفار خان (کنش‌گر جنبش استقلال‌طلبی هند در زمان راج بریتانیا) دو چهرهٔ تاریخی برجستهٔ پشتون هستند.

## پراکندگی جغرافیایی

### افغانستان و پاکستان
پشتون‌ها در یک منطقه جغرافیایی وسیع، جنوب رود آمو و غرب رود سند پراکنده شده‌اند. آن‌ها را می‌توان در سراسر افغانستان و پاکستان یافت. شهرهای بزرگ با اکثریت پشتون شامل جلال‌آباد، قندهار، بنوں، دیره اسماعیل خان، خوست، کوهات، لشکرگاه، مردان، غزنی، مینگوره، پیشاور، کویته و غیره هستند. پشتون‌ها همچنین در ابیت‌آباد، فراه، هرات، اسلام‌آباد، کابل، کراچی، قندوز، لاهور، مزار شریف، میانوالی و اٹک زندگی می‌کنند.
شهر کراچی، پایتخت مالی پاکستان، بزرگترین جامعه شهری پشتون‌ها در جهان را در خود جای داده است که از جمعیت کابل و پیشاور نیز بزرگتر است. به همین ترتیب، اسلام‌آباد، پایتخت سیاسی این کشور، نیز به عنوان مرکز شهری اصلی پشتون‌ها عمل می‌کند. بیش از بیست درصد از جمعیت این شهر متعلق به جامعه پشتو زبان هستند.

### هند
پشتون‌ها در هند اغلب خود را «پتان» (واژه هندوستانی برای پشتون) می‌نامند و سایر گروه‌های قومی شبه قاره نیز به همین نام از آن‌ها یاد می‌کنند. برخی از هندی‌ها ادعا می‌کنند که از سربازان پشتونی که در هند با ازدواج با زنان محلی در جریان فتوحات مسلمانان در شبه قاره هند ساکن شده‌اند، نسل می‌برند.
بسیاری از پتان‌ها پس از تقسیم هند تصمیم گرفتند در جمهوری هند زندگی کنند. خان محمد عاطف، استاد دانشگاه لکنو، تخمین می‌زند که «جمعیت پتان‌ها در هند دو برابر جمعیت آن‌ها در افغانستان است».
از نظر تاریخی، پشتون‌ها قبل و در طول راج بریتانیا در هند مستعمراتی در شهرهای مختلف هند ساکن شدند. این شهرها شامل بمبئی (که اکنون مومبای نامیده می‌شود)، فرخ‌آباد، دهلی، کلکته، ساهارنپور، روهیلکند، جیپور و بنگلور هستند. این ساکنان از پشتون‌های پاکستان و افغانستان امروزی (هند بریتانیا قبل از ۱۹۴۷) نسل می‌برند. در برخی مناطق هند، گاهی به آن‌ها «کابلی والا» گفته می‌شود.
در هند، جوامع قابل توجهی از مهاجران پشتون وجود دارند. در حالی که تعداد سخنوران پشتو در این کشور تا سال ۲۰۱۱ فقط ۲۱,۶۷۷ نفر بوده است، تخمین‌های جمعیت قومی یا اجدادی پشتون در هند از ۳,۲۰۰,۰۰۰ تا ۱۱,۴۸۲,۰۰۰ و حتی تا دو برابر جمعیت آن‌ها در افغانستان (تقریباً سی میلیون نفر)

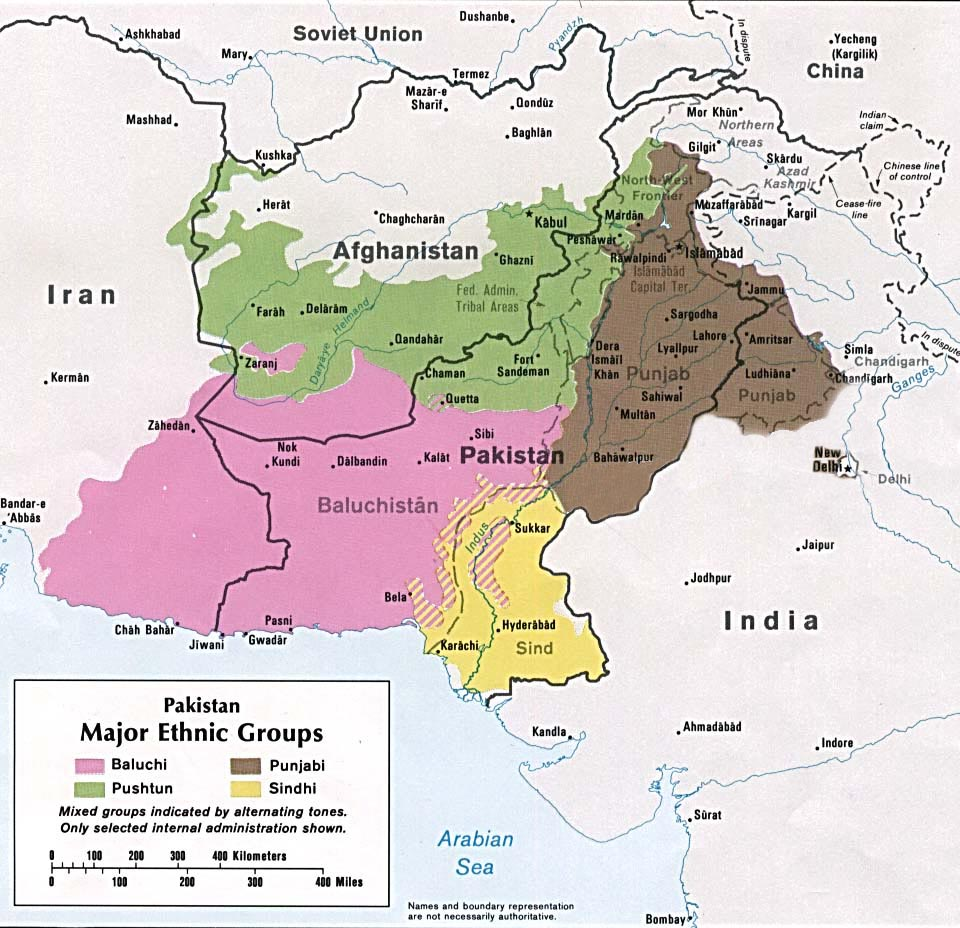
مناطق پشتون‌نشین در پاکستان و افغانستان (شامل مرزهای جنوبی اتحاد جماهیر شوروی سابق، مرزهای شمال شرقی ایران و مرزهای شمال غربی هند مورد مناقشه با پاکستان)، در اوایل دهه ۱۹۸۰.

منطقه روهیلکند در اوتار پرادش به نام جامعه روهیلا با تبار پشتون نامگذاری شده است؛ این منطقه تحت حکومت خاندان سلطنتی رامپور، یک سلسله پشتون، قرار گرفت. آن‌ها همچنین در ایالت‌های مهاراشترا در مرکز هند و بنگال غربی در شرق هند زندگی می‌کنند که هر کدام جمعیتی بیش از یک میلیون نفر با تبار پشتون دارند؛ هم بمبئی و هم کلکته از مراکز اصلی مهاجرت پشتون‌ها از افغانستان در دوران استعمار بوده‌اند. همچنین در شهرهای جیپور در راجستان و بنگلور در کارناتاکا هر کدام بیش از صد هزار نفر جمعیت دارند. بمبئی (که اکنون مومبای نامیده می‌شود) و کلکته هر دو جمعیتی بیش از یک میلیون نفر پشتون دارند، در حالی که تخمین زده می‌شود جیپور و بنگلور حدود صد هزار نفر داشته باشند. پشتون‌های بنگلور شامل برادران خان فیروز، سنجای و اکبر خان هستند که پدرشان از غزنی در بنگلور ساکن شد.
در طول قرن نوزدهم، زمانی که انگلیسی‌ها دهقانان را از هند بریتانیا به عنوان خدمتکاران قراردادی برای کار در کارائیب، آفریقای جنوبی و سایر نقاط استخدام می‌کردند، روهیلاها برای کار در مزارع نیشکر و انجام کارهای دستی به ترینیداد، سورینام، گویان و فیجی فرستاده شدند. بسیاری از آن‌ها ماندند و جوامع خود را تشکیل دادند. برخی از آن‌ها با سایر ملیت‌های مسلمان جنوب آسیا همگون شدند تا در کنار جامعه بزرگتر هند، یک جامعه مسلمان هندی مشترک را تشکیل دهند و میراث متمایز خود را از دست دادند. برخی از پشتون‌ها در همان دوره تا استرالیا نیز سفر کردند.
امروزه، پشتون‌ها مجموعه‌ای از جوامع متنوع و پراکنده در طول و عرض هند هستند که بیشترین جمعیت آن‌ها عمدتاً در دشت‌های شمالی و مرکز هند ساکن هستند. پس از تقسیم هند در سال ۱۹۴۷، بسیاری از آن‌ها به پاکستان مهاجرت کردند. اکثریت پشتون‌های هند جوامع اردو زبان هستند، که در طول نسل‌ها در جامعه محلی ادغام شده‌اند. پشتون‌ها در زمینه‌های مختلف هند، به ویژه سیاست، صنعت سرگرمی و ورزش، تأثیرگذار بوده‌اند و مشارکت داشته‌اند.

### ایران
پشتون‌ها همچنین به تعداد کمتری در بخش‌های شرقی و شمالی ایران یافت می‌شوند. اسناد مربوط به اواسط دهه ۱۶۰۰ میلادی، از سکونت درانی‌های پشتون در استان خراسان ایران صفوی خبر می‌دهند. پس از حکومت کوتاه پشتون‌های غلجی در ایران، نادرشاه آخرین حاکم مستقل غلجی قندهار، حسین هوتک را شکست داد. نادرشاه برای تأمین کنترل درانی‌ها در جنوب افغانستان، حسین هوتک و تعداد زیادی از پشتون‌های غلجی را به استان مازندران در شمال ایران تبعید کرد. بقایای این جامعه تبعیدی که زمانی پرجمعیت بود، اگرچه ادغام شده‌اند، اما همچنان ادعای تبار پشتون دارند. در اوایل قرن هجدهم، در عرض چند سال، تعداد درانی‌های پشتون در خراسان ایران به شدت افزایش یافت. بعدها این منطقه بخشی از خود امپراتوری درانی شد. دومین پادشاه درانی افغانستان، تیمورشاه درانی در مشهد به دنیا آمد. همزمان با حکومت درانی‌ها در شرق، آزاد خان افغان، یک پشتون غلجی، که قبلاً نفر دوم آذربایجان در زمان حکومت افشاریه بود، برای مدت کوتاهی در مناطق غربی ایران و آذربایجان به قدرت رسید. بر اساس یک نظرسنجی نمونه‌ای در سال ۱۹۸۸، ۷۵ درصد از کل پناهندگان افغان در بخش جنوبی استان خراسان ایران درانی‌های پشتون بودند.

### در مناطق دیگر
پشتون‌های هند و پاکستان از پیوندهای بریتانیا/مشترک‌المنافع کشورهای مربوطه خود استفاده کرده‌اند و جوامع مدرن از حدود دهه ۱۹۶۰ عمدتاً در بریتانیا، کانادا، استرالیا و همچنین در سایر کشورهای مشترک‌المنافع (و ایالات متحده) تأسیس شده‌اند. برخی از پشتون‌ها نیز در خاورمیانه، مانند شبه جزیره عربستان، ساکن شده‌اند. به عنوان مثال، حدود ۳۰۰,۰۰۰ پشتون بین سال‌های ۱۹۷۶ و ۱۹۸۱ به کشورهای عربی خلیج فارس مهاجرت کردند که ۳۵ درصد از مهاجران پاکستانی را تشکیل می‌دادند. مهاجران پاکستانی و مهاجران افغان در سراسر جهان شامل پشتون‌ها نیز می‌شوند.

## ریشه‌شناسی

### اشاره‌های تاریخی باستانی: پشتون
قبیله‌ای به نام پکت‌ها، یکی از قبایلی که در داشاراجنا یا «نبرد ده پادشاه» علیه سوداس جنگیدند، در هفتمین ماندالا از ریگ‌ودا، متنی از سرودهای سانسکریت ودایی که قدمت آن بین حدود ۱۵۰۰ تا ۱۲۰۰ قبل از میلاد تخمین زده می‌شود، ذکر شده‌اند:
پکت‌ها (पक्थास)، بهالاناها، آلیناها، شیواها، ویزانین‌ها با هم آمدند. با این حال، یار آریایی‌ها از طریق عشق به غنیمت و جنگ قهرمانان، برای رهبری آن‌ها به ترتسوس آمد.— ریگ‌ودا، کتاب ۷، سرود ۱۸، بند ۷
هاینریش زیمر آن‌ها را با قبیله‌ای که هرودوت (پکتیان‌ها) در ۴۳۰ قبل از میلاد در تاریخ‌ها ذکر کرده است، مرتبط می‌داند:
سایر هندی‌ها در نزدیکی شهر کاسپاتیروس [Κασπατύρῳ] و سرزمین پکتی [Πακτυϊκῇ]، در شمال بقیه هند، سکونت دارند؛ این‌ها مانند باکتریایی‌ها زندگی می‌کنند؛ آن‌ها از همه هندی‌ها جنگجوتر هستند و آن‌ها هستند که برای طلا فرستاده می‌شوند؛ زیرا در این نواحی همه چیز به دلیل شن و ماسه بیابانی است.— هرودوت، تاریخ‌ها، کتاب سوم، فصل ۱۰۲، بخش ۱
این پکتیان‌ها در مرز شرقی ساتراپی هخامنشی آراخوزیا از هزاره اول قبل از میلاد، افغانستان امروزی، زندگی می‌کردند. هرودوت همچنین از قبیله‌ای به نام آپاریتای (Ἀπαρύται) یاد می‌کند. توماس هولدریچ آن‌ها را با قبیله آفریدی مرتبط دانسته است:
ساتّاگیدائی، گانداری، دادیکای و آپاریتای (Ἀπαρύται) مجموعاً صد و هفتاد تالنت پرداخت کردند؛ این استان هفتم بود.— هرودوت، تاریخ‌ها، کتاب سوم، فصل ۹۱، بخش ۴
یوزف مارکوارت ارتباط پشتون‌ها را با نام‌هایی مانند پارسیِتای (Παρσιῆται)، پارسیوی (Πάρσιοι) که توسط بطلمیوس در ۱۵۰ پس از میلاد ذکر شده‌اند، برقرار کرد:
مناطق شمالی کشور مسکونی هستند
توسط بولیتای، مناطق غربی توسط آریستوفیلوی که در زیر آن‌ها پارسیوی (Πάρσιοι) زندگی می‌کنند. مناطق جنوبی مسکونی هستند توسط پارسیِتای (Παρσιῆται)، مناطق شرقی توسط آمبوتاای. شهرها و روستاهای واقع در سرزمین پاروپانیسادای این‌ها هستند: پارسیانا زارزائوا/بارزائورا آرتوآرتا بابورانا کاپیسا نیفاندا— بطلمیوس، ۱۵۰ پس از میلاد، ۶٫۱۸٫۳–۴
استرابون، جغرافی‌دان یونانی، در جغرافیا (نوشته شده بین ۴۳ قبل از میلاد تا ۲۳ پس از میلاد) از قبیله سکایی پاسیانی (Πασιανοί) یاد می‌کند، که با توجه به اینکه زبان پشتو یک زبان ایرانی شرقی است، بسیار شبیه به زبان‌های سکایی، با پشتون‌ها نیز شناسایی شده است:
بیشتر سکاها... هر قبیله جداگانه نام خاص خود را دارد. همه یا بیشتر آن‌ها کوچ‌نشین هستند. شناخته‌شده‌ترین قبایل آن‌هایی هستند که یونانیان باختر را از دست دادند، آسی‌ها، پاسیانی‌ها، توخاری‌ها و ساکارائولی‌ها، که از سرزمین آن سوی یاکسارتس (سیردریا) آمدند.— استرابون، جغرافیا، کتاب یازدهم، فصل هشتم، بخش دوم
این یک برداشت متفاوت از پارسیوی (Πάρσιοι) بطلمیوس در نظر گرفته می‌شود. جانی چونگ، با تأمل بر «پارسیوی (Πάρσιοι)» بطلمیوس و «پاسیانی (Πασιανοί)» استرابون اظهار می‌دارد: «هر دو شکل تغییرات آوایی جزئی را نشان می‌دهند، یعنی جایگزینی υ به جای ι، و از دست دادن r در پاسیانی ناشی از تکرار از آسیانوی قبلی است. بنابراین، آن‌ها محتمل‌ترین نامزدها به عنوان اجداد (زبانی) پشتون‌های امروزی هستند.»

### منابع تاریخی میانه: افغان

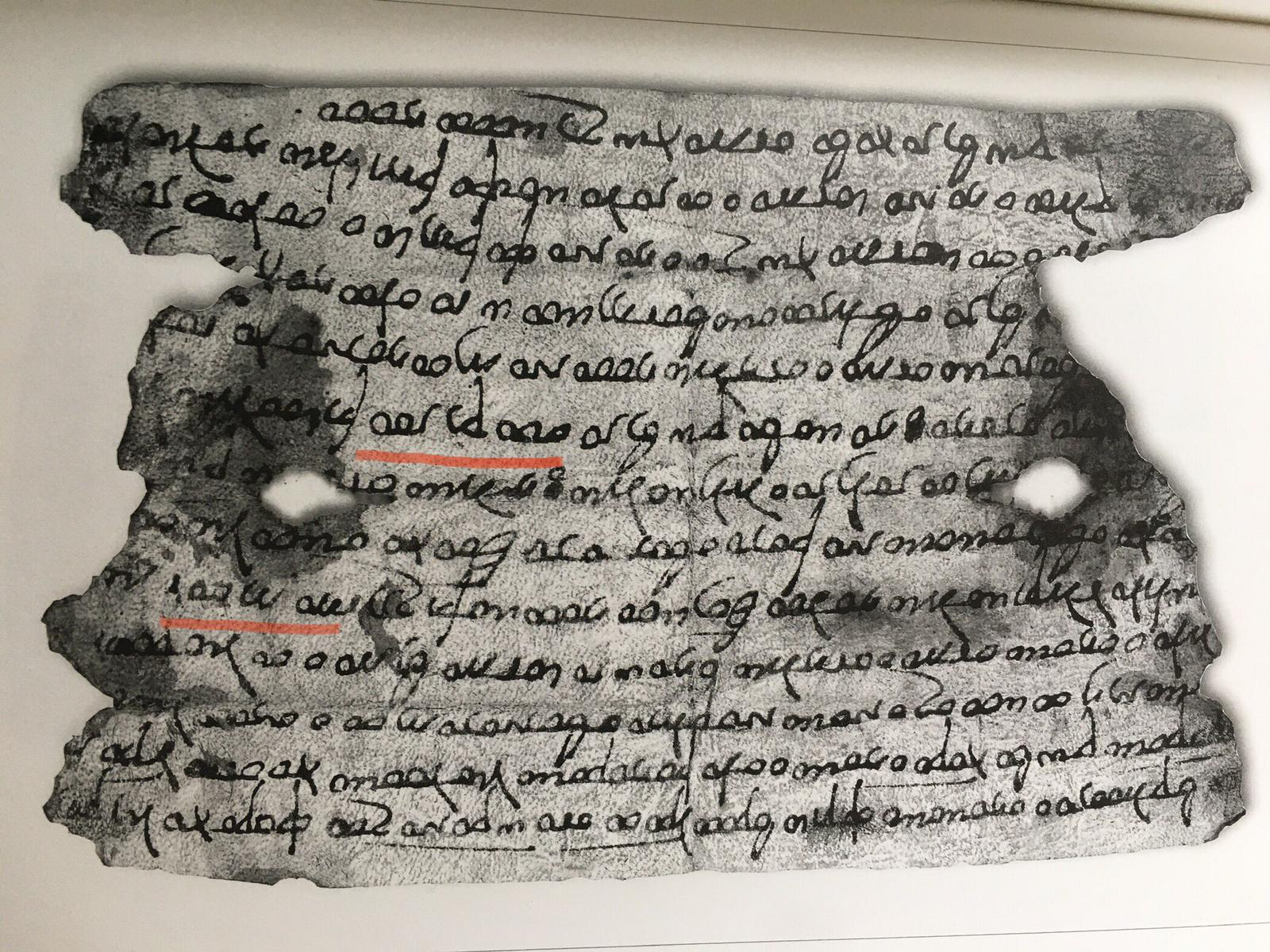
سند باختری به خط یونانی از قرن چهارم که در آن واژه افغان (αβγανανο) ذکر شده است: «از طرف اورمزد بونوکان به بردگ واتانان، رئیس افغان‌ها»

## تاریخچه و ریشه‌ها

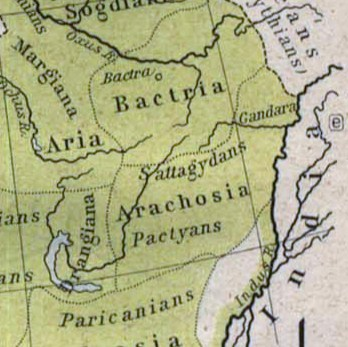
ساتراپی آراخوزیا و مردم پاکتیان در دوره امپراتوری هخامنشی در پانصد سال پیش از میلاد

### منشأ زبانی

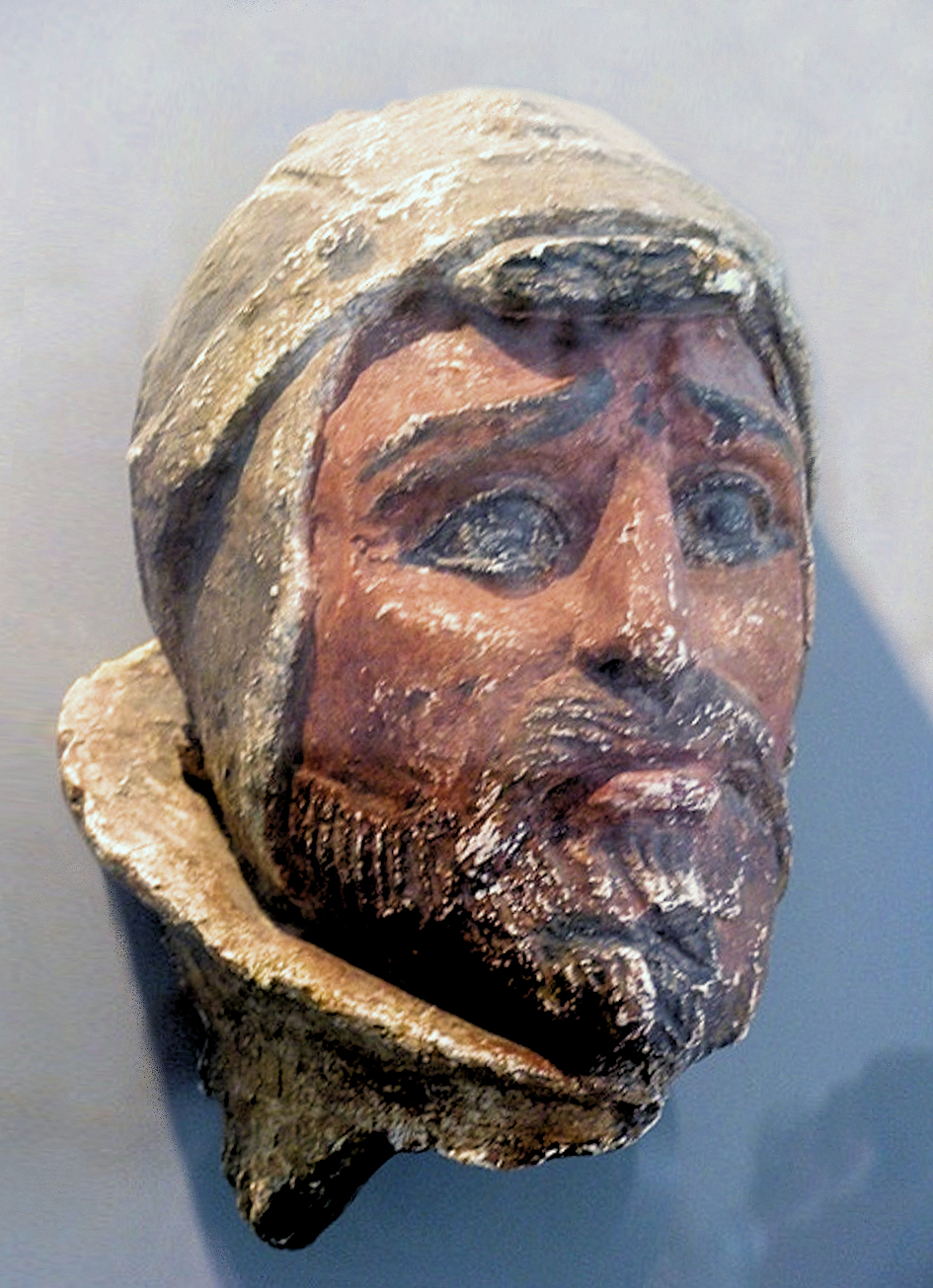
مجسمه یک جنگجوی سکا در ترمذ، ازبکستان

## دوران امروزی

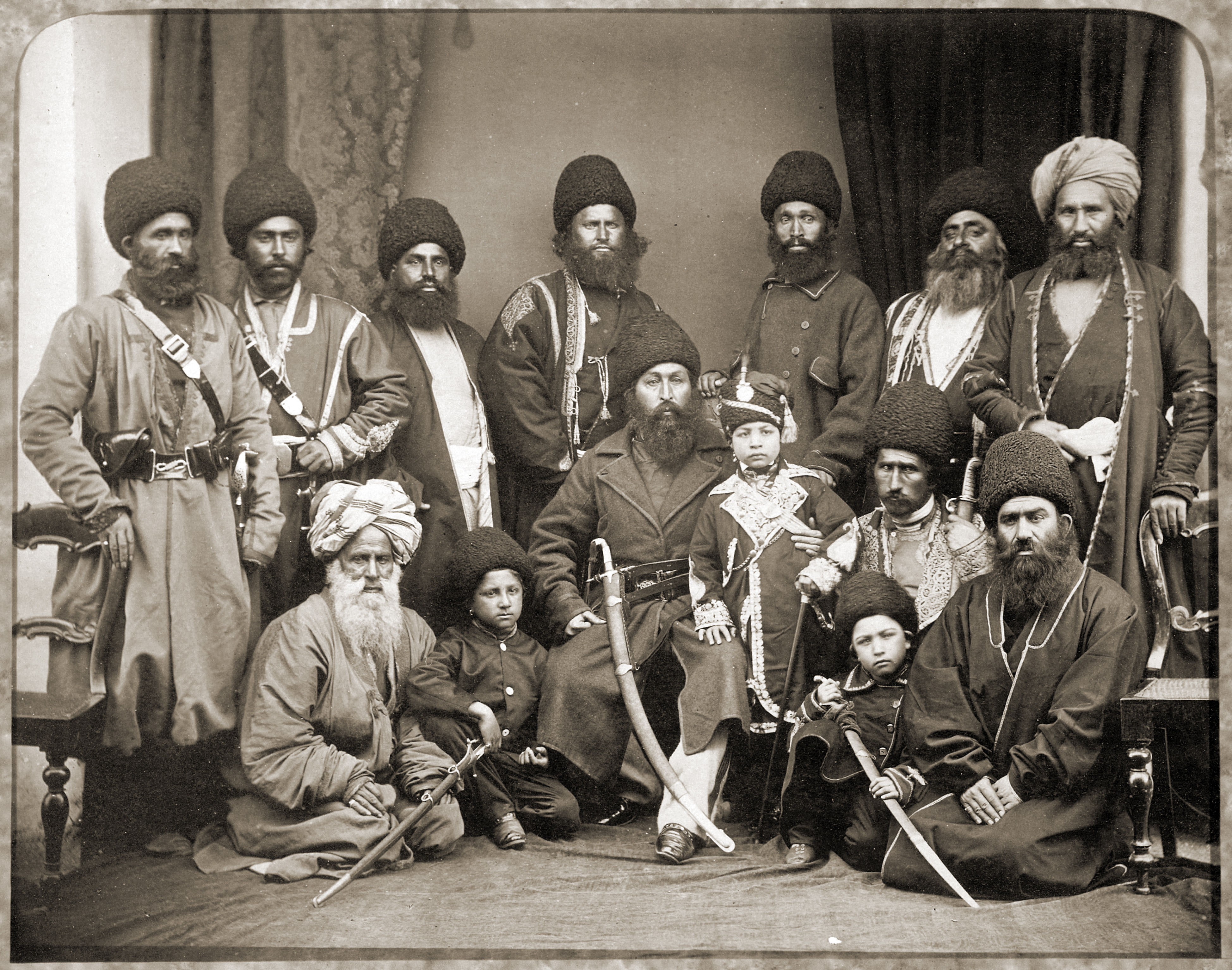
امیر افغان شیرعلی خان (در مرکز با پسرش) و هیئت نمایندگی او در آمبالا، نزدیک لاهور، در سال 1869

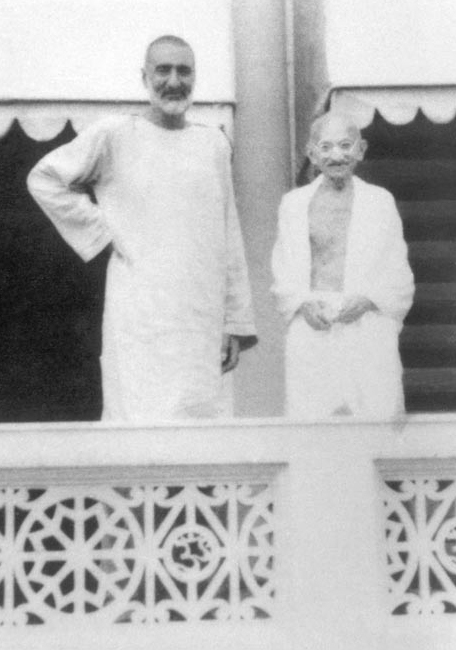
رهبر جنبش غیرخشونت‌آمیز خدایی خدمتگار، که به عنوان جنبش "پیراهن سرخ‌ها" نیز شناخته می‌شود، باچا خان، در کنار مهانداس گاندی

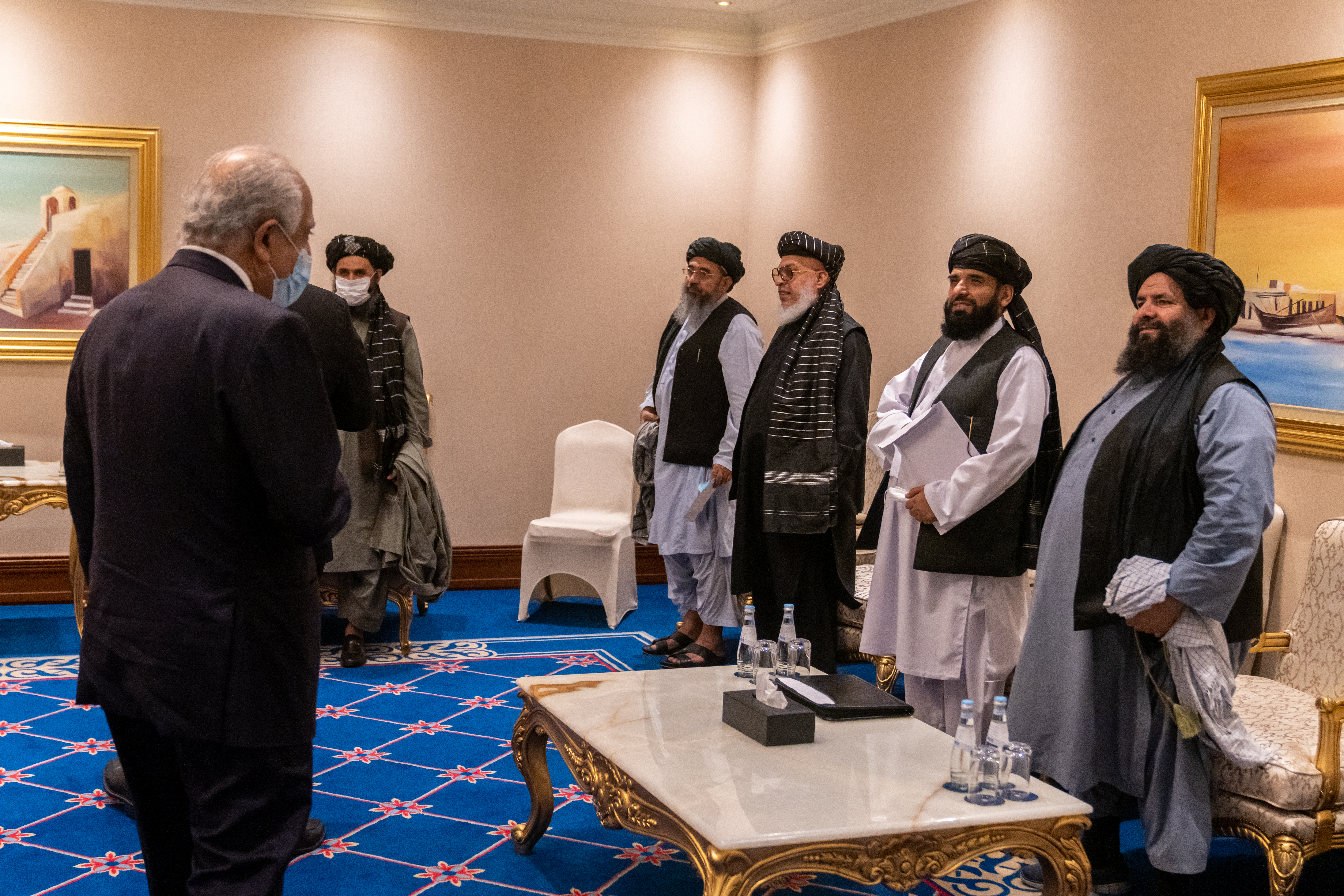
دیپلمات آمریکایی زلمی خلیلزاد با مقامات طالبان عبدالغنی برادر، عبدالحکیم اسحاقزی، شیر محمد عباس استانکزی و سهیل شاهین

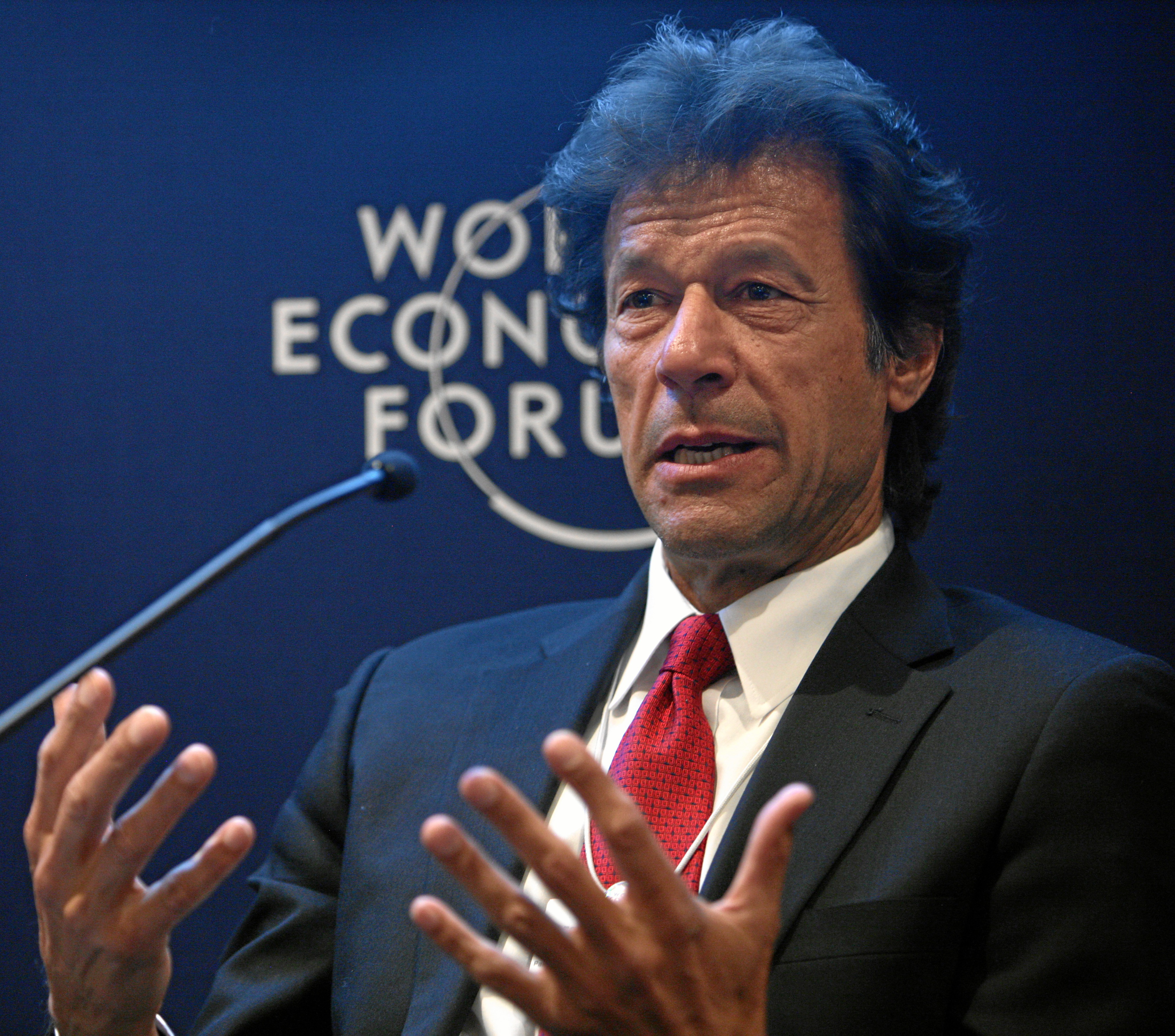
عمران خان، بازیکن کریکت سابق پاکستانی که به سیاستمدار تبدیل شده و نخست‌وزیر سابق، به قبیله نیازی تعلق دارد.

### طایفه‌ها

نقشه طایفه‌های پشتون

## زبان

نقشه مناطق پشتو زبان در افغانستان و پاکستان

نقشه مناطق پشتو زبان پاکستان